# Trex
Trex Co. ist ein US-amerikanisches, börsennotiertes Unternehmen mit Sitz in Winchester, Virginia.
Das Unternehmen stellt mit Hilfe von Recycling-Materialien Wood-Plastic-Composite her. Damit werden aus Verbundmaterialien (Altholz und Plastik) Terrassendielen und -geländer hergestellt.
Daneben bietet das Unternehmen Terrassenbeleuchtung an.
Das Unternehmen hat 630 Beschäftigte und hatte 2014 einen Jahresumsatz von 391,6 Millionen US-Dollar.
Es ist der weltgrößte Hersteller holzalternativer Terrassenprodukte.

## Geschichte
1996 wurde das Unternehmen mit dem Buyout einer Sparte der Mobil Corporation gegründet und ging 1999 an die Börse.